# Beta 7 servizio politico
Beta 7 servizio politico (Murió hace quince años) è un film del 1954 diretto da Rafael Gil.

## Trama
Diego viene portato da bambino in Russia per evitare la guerra civile spagnola, diventerà poi un incaricato per diffondere il comunismo diventando un agitatore politico. La sua prossima missione è il ritorno in Spagna per uccidere suo padre che è contro il comunismo.